# Marisstraat
De Marisstraat is een straat in de wijk het Rode Dorp in Baarn in de provincie Utrecht. Twee huizenblokken aan deze straat zijn aangewezen als gemeentelijk monument.
De twee blokken bestaan uit twee hoefijzervormige blokken die naar elkaar toe wijzen. De gevels van baksteen hebben elk een gevelsteen. Enkele van de kopse gevels zijn betimmerd. Ze zijn ontworpen door de architect A.M. van den Berg uit Hilversum en zijn vormgegeven in de stijl van de Amsterdamse School, wat onder meer te zien valt in de steile daken.